# The Good Fellas
The Good Fellas sono un gruppo musicale swing italiano in attività dal 1993.

## Storia del gruppo
La band nasce nel 1993 da un'idea del contrabbassista-bassista Mr. Lucky Luciano, insieme all'inseparabile batterista e amico Fabrice "Bum Bum" La Motta, con il quale aveva già condiviso l'esperienza della rock and roll band Jumpin' Shoes.
Negli anni hanno collaborato con diversi artisti, fra cui il concittadino Jerry Montefiori (Germano Montefiori), il sassofonista inglese Ray Gelato, il cantante ska punk italiano Olly (già cantante-chitarrista con gli Shandon), il trio comico Aldo, Giovanni e Giacomo accompagnandoli in diversi spettacoli e collaborato anche alla stesura della colonna sonora del loro film La leggenda di Al, John e Jack, e il duo Cochi e Renato.
Hanno al loro attivo anche partecipazioni a diverse manifestazioni in Italia, come Umbria Jazz o il Summer Jamboree di Senigallia e all'estero. Nel 2005 hanno pubblicato insieme al già citato Olly, conosciuto con gli Shandon durante una tournée in cui hanno condiviso lo stesso palco, l'album Olly meets The Good Fellas, in cui rielaborano in chiave swing brani di estrazione musicale anche molto distante dallo stile originale della band, fra cui pezzi di Queens of the Stone Age, Marilyn Manson, Ramones così come di Luigi Tenco, Cole Porter e Matt Bianco.

## Formazione

### Formazione attuale
- Mr. Lucky Luciano - voce, contrabbasso, basso
- Fabrice "Bum Bum" La Motta - batteria
- Rico Romano - tromba, cori, flicorno, ukulele, arrangiamenti
- Benny "The Cat" Marsala - sax, clarinetto, flauto, arrangiamenti
- Charlie Martino - tromba, cori, arpa blues
- Jimmy Gennaro - pianoforte, organo Hammond
- Nick Salerno - chitarra
- J.J. Di Giacomo - trombone

## Discografia

### Album in studio
- 1996 - Gelato all'Italiana - featuring Ray Gelato
- 1998 - Gangsters of Swing - featuring Ray Gelato
- 2000 - Salute!
- 2004 - Songs for Al, John and Jack
- 2005 - Olly Meets the Good Fellas
- 2006 - 13 Women
- 2010 - He Was the King the Good Fellas Plays the Music of Elvis Presley
- 2013 - Kings of Rockin' Swing

### Colonne sonore
- 2004 - La leggenda di Al, John e Jack

### Singoli
- 2011 - Cristina/Se mai

### Compilation
- 1996 - Boom Compilation
- 1998 - Rock 'n' roll Festival
- 2000 - Wonderful Spot
- 2003 - Vegas Swings!
- 2005 - Rock Sound vol. 84
- 2005 - Strade Blu Compilation
- 2006 - Ixis and Steve meets friends
- 2008 - Dynamite! Magazine Issue 55
- 2010 - Bart & Baker Present: Swing Party
- 2012 - Greetings from the Summer Jamboree - Various Editions